# Прва лига Сингапура у фудбалу
Прва лига Сингапура у фудбалу (потпуни назив: Велика источњачка Јео С лига) или само С лига, је професионална прва фудбалска лига у Сингапуру.
У данашњем облику се игра од 1996. године. Сваке сезоне у лиги игра 12 клубова, а игра се у трокружном лига систему. Сваке сезоне у такмичењу учествују и клубови који нису из Сингапура, а само сингапурски клубови могу да представљају Сингапур у међународним такмичењима. Чак девет клубова који нису из Сингапура је учествовало до сада. Лига се сваке године игра у периоду од фебруара до новембра.

## Историја
17. децембра 1994. године Сингапурски фудбалски тим (популарни „Лавови"), је након 14 година, напустио Малезијски куп. Улазе у нову лигу, Малезијску лигу. 80 000 људи је посматрало први меч у новој лиги у којој су Лавови победили Паханг. У фебруару 1995, отишло се корак даље.Фудбалски савез Сингапура, напушта и Малезијску лигу и након 75 година, формира самосталну, Сингапурску лигу. За мања од годину дана, све је било спремно за почетак такмичења. Требало је да се такмичи осам тимова, и да сваки тим заспута један регион, на коме му је стадион. Тимови који су учествовали у тој лиги су били: ФК Балестиер Централ, ФК Гејленг Јунајтед, ФК Полиција, ФК Сембаванг Ренџерс , ФК Оружане Снаге Сингапура, ФК Тампинес Роверс , ФК Тионг Бахру Јунајтед, ФК Вудлендс Велингтон. Они су били подељени у две гупе. Победници група су играли финални меч за титулу. Први меч у новој „Тигар пиво лиги“ одигран је 20. априла 1996. између ФК Балестиер Централ и ФК Полиција. ФК Балестиер Централ је победио 1-0. 1997. године долази до мањих промена. Укида се систем поделе у две групе. Сви тимови играју у једној групи. Уводи се „Тигар Пиво Лига Куп“, у коме учествују сви тимови, и игра се на испадање. У лигу улазе два нова клуба : ФК Јуронг и Лендмарк Марина Кестл . Међутим, недењу дана пре почетка такмичења, из лиге излази Лендмарк Марина Кестл.1999. године мењају се правила за наступ страних играча. Сада могу да наступају четири, уместо до садашњих пет страних играча за сваки тим.
Освајачи титула
| Сезона | Назив клуба                |
| 1996   | ФК Гејленг Јунајтед        |
| 1997   | ФК Оружане снаге Сингапура |
| 1998   | ФК Оружане снаге Сингапура |
| 1999   | ФК Хом Јунајтед            |
| 2000   | ФК Оружане снаге Сингапура |
| 2001   | ФК Гејленг Јунајтед        |
| 2002   | ФК Оружане снаге Сингапура |
| 2003   | ФК Хом Јунајтед            |
| 2004   | ФК Тампинес Роверс         |
| 2005   | ФК Тампинес Роверс         |
| 2006   | ФК Оружане снаге Сингапура |
| 2007   | ФК Оружане снаге Сингапура |
| 2008   | ФК Оружане снаге Сингапура |
| 2009   | ФК Оружане снаге Сингапура |
| 2010   | ФК Етоиле                  |

Страни тимови који су учествовали у Првој лиги Сингапура
| Назив клуба                 | Држава из које је клуб        | Сезоне у којима су учествовали     |
| ФК Етоиле                   | Француска                     | 2010,2011                          |
| ФК Беџинг Гуоан             | Кина                          | 2010                               |
| Фк Албирекс Нигата Сингапур | Јапан                         | 2005,2006,2007,2008,2009,2010,2011 |
| ФК Даљен Шајд Шиву          | Кина                          | 2008                               |
| ФК Брунеј ДПММ              | Брунеј                        | 2009                               |
| ФК Љаонинг Гуанџуан         | Кина                          | 2007                               |
| ФК Синчи                    | Кина                          | 2003,2004,2005                     |
| ФК Спортинг Африка          | Нигерија Гана Обала Слоноваче | 2007                               |
| ФК Јишун Супер Редс         | Јужна Кореја                  | 2007,2008,2009                     |

## Успешност клубова
| Број освојених титула | Назив клуба                |
| 8                     | ФК Оружане снаге Сингапура |
| 2                     | ФК Хом Јунајтед            |
| 2                     | ФК Гејленг Јунајтед        |
| 2                     | ФК Тампинес Роверс         |
| 1                     | ФК Етоиле                  |

## Међународна клупска такмичења
Првак сингапурске лиге учествује у задње колу (полуфинале) квалификација за АФК лигу шампиона. Овај принцип важи тек две године (до тада, сингапурска лига није имала представника у АФК лиги шампиона).
2009. године ФК Оружане снаге Сингапура су прошле квалификације и у групи су забележили само један реми и пет пораза.
2010. године ФК Оружане снаге Сингапура поново пролазе квалификације и у групи сада бележе једну победу, један реми и четири пораза.
2011. године Тампинес Роверс је обезбедио учешће у АФК купу. Будући да је освајач лиге Етолиле , страни клуб, он не може да учествује у АФК лиги шампиона. У међународним такмичењима могу да учествују само домаћи тимови. Због тога , фудбалски савез Сингапура је одлучио да се повуче из АФК лиге шампиона и прихватио позив за учеђће у АФК купу. Тампинес роверс је најбоље пласирани домаћи клуб и због тога он учествује у АФК купу. Добрим играма у групи, Тампинес роверс пролази у други круг као другопласирана екипа са 3 победе , 2 ремија и једним поразом. Међутим, испадају већ у другом кругу и то од ирачког Арбила. За 180 минута није било голова, а онда је Арбил у 94. минуту дао гол и прошао даље. Био је то највећи клупски успех сингапурског фудбала у којем су учествовале све чланице АФК.

## Сезона 2010
15. сезона је почела 1. фебруара 2010. и у њој учествују следећи тимови:
- ФК Оружане снаге Сингапура
- ФК Хом Јунајтед
- ФК Тампинес Роверс
- ФК Гејленг Јунајтед
- Фк Албирекс Нигата Сингапур
- ФК Беџинг Гуоан
- ФК Етоиле
- ФК Гомбак Јунајтед
- ФК Јанг Лајонс
- ФК Балестиер Калса
- ФК Сенгкан Пугол
- ФК Вудлендс Велингтон

## Најбољи стрелци лиге
| Сезона | Име играча        | Назив клуба                | Број голова |
| 1996   | Јуре Ереш         | ФК Оружане снаге Сингапура | 29          |
| 1997   | Горан Паулић      | ФК Балестиер Централ       | 24          |
| 1998   | Стјуарт Јанг      | ФК Хом Јунајтед            | 15          |
| 1999   | Мирко Грабовац    | ФК Оружане снаге Сингапура | 24          |
| 2000   | Мирко Грабовац    | ФК Оружане снаге Сингапура | 19          |
| 2001   | Мирко Грабовац    | ФК Оружане снаге Сингапура | 42          |
| 2002   | Мирко Грабовац    | ФК Оружане снаге Сингапура | 36          |
| 2003   | Перез Де Оливеира | ФК Хом Јунајтед            | 37          |
| 2004   | Едмар Гонсалвеш   | ФК Хом Јунајтед            | 30          |
| 2005   | Мирко Грабовац    | ФК Тампинес Роверс         | 26          |
| 2006   | Лакад Абделхађи   | ФК Вудлендс Велингтон      | 23          |
| 2007   | Александар Ђурић  | ФК Оружане снаге Сингапура | 43          |
| 2008   | Александар Ђурић  | ФК Оружане снаге Сингапура | 28          |
| 2009   | Александар Ђурић  | ФК Оружане снаге Сингапура | 28          |
| 2010   | Frédéric Mendy    | ФК Етоиле                  | 21          |